# レオン (ブルターニュ)

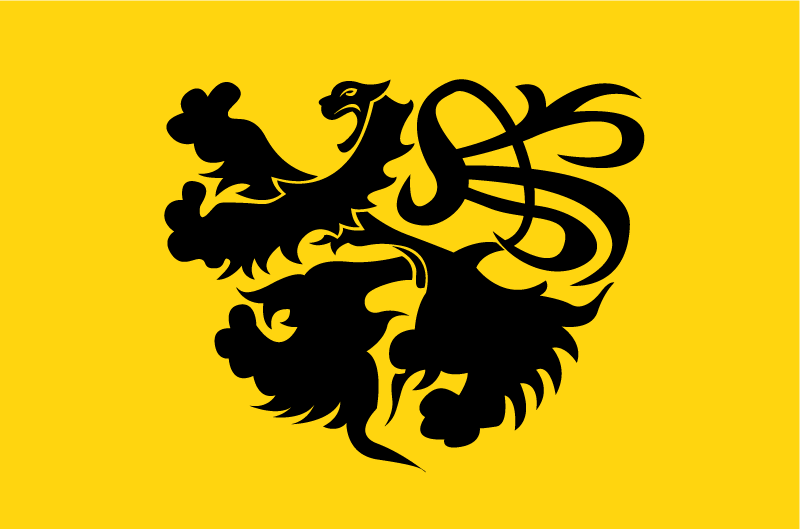
レオンの旗

レオンまたはペイ・ド・レオン （Léon 、Pays de Léon、Léonais、ブルトン語:bro Leon）は、フランス、ブルターニュの地方。レオン司教区に相当するかつての伯領であった。古い名をLoonoisといった。一時はレオン子爵やレオン領主が治めたがその後分割された。レオンには男爵領、代官区が含まれ、徴税の行われる管区でもあった。
東側の境界はモルレー川、南側はアレ山地のふもと、コルヌアイユとの境界はエロルン川である。モルレーの町はモルレー川左岸にあり、右岸はトレゴール地方となる。
中世にはレオン司教が当時率いるレオン子爵領の他、1185年にブルターニュ公ジョフロワ2世が設置したブルターニュ三部会（fr）に出席する7つの男爵領の1つがレオンであった。地方の政権をレオン司教伯が握っていたとき、男爵領をたやすく手中に収めたのはロアン家で、14世紀に彼らはレオン子爵領の相続人となった。そしてロアン家はペイ・ド・ヴァンヌテにおいてもロアン男爵領を所有していた。ロアン家は、ブルターニュ女公アンヌ・ド・ブルターニュがフランス王シャルル8世と1491年に結婚したことによって、アンヌがブルターニュ公国の宗主権を失ったとみなし、1491年以降レオン公（prince du Léon）の称号を名乗るようになった（レオンが正式に公爵領であったことはない）。現在でもレオン公の称号は儀礼称号として残っており、現ロアン公爵ジョスラン・ド・ロアン（fr、元ブルターニュ地域圏知事でもある政治家）の長男アラン・ド・ロアンがレオン公を名乗っている。
レオン住民は隣接するトレゴール住民やコルヌアイユの住民に対して、伝統的に強い競争心をもっており、『三者とも同じフィニステール県人であるが、レオン住民はコルヌアイユ住民ではないし、トレゴール住民と混同してはならない。』という格言があるほどである。レオン住民は非常に宗教心が篤く、保守的で、ビジネスに長けており、宗教心がレオン住民より浅く、良い暮らしを求めるその隣人たちとは異なる。現代の政治では、レオン住民は伝統的に右派に投票する傾向にあるが、トレゴールやコルヌアイユはより左派寄りである。

## レオンの主要コミューン
- ブレスト (フランス)
- ランディヴィジオ
- ランデルノー
- モルレー
- サン＝ポル＝ド＝レオン - レオン司教座の町
- ロスコフ
- レスネヴァン
- サン＝ルナン
- プルダルメゾー
- ル・コンケ
- プルエスカ
- ギパヴァ
- プルゲルノー